# Нозате
Ноза̀те (на италиански: Nosate, на западноломбардски: Nosàa, Нозаа) е село и община в Северна Италия, провинция Милано, регион Ломбардия. Разположено е на 177 m надморска височина. Населението на общината е 704 души (към 2012 г.).